# Splendrillia lygdina
Splendrillia lygdina é uma espécie de gastrópode do gênero Splendrillia, pertencente a família Drilliidae.